# Lenín Moreno
Lenín Boltaire Moreno Garcés (* 19. března 1953 Nuevo Rocafuerte) je ekvádorský politik, člen strany Alianza PAIS a od 24. května 2017 prezident Ekvádoru.
Vystudoval veřejnou správu na Universidad Central del Ecuador, pracoval jako manažer, ministerský úředník a šéf agentury pro rozvoj turistického ruchu. Jeho manželkou je podnikatelka Rocío Gonzálezová, mají tři dcery.
V lednu 1998 byl v obchodním domě v Quitu postřelen lupiči a od té doby je upoután na invalidní vozík. Je autorem mnoha knih, v nichž doporučuje humor jako nejlepší způsob, jak čelit životním problémům. Za svoji práci pro zlepšení životních podmínek zdravotně handicapovaných občanů byl navržen na Nobelovu cenu míru.
V letech 2007–2013, kdy stál v čele Ekvádoru Rafael Correa, zastával Moreno funkci viceprezidenta. Vyhrál první kolo prezidentských voleb v roce 2017 ziskem 39,36 %, ve druhém kole porazil těsně bankéře Guillerma Lassa z konzervativní strany CREO, když získal 51,16 %. Po nástupu do funkce hlavy státu se odklonil od dosavadního radikálně levicového kursu, což vedlo ke konfliktu s exprezidentem Correou. Aby se Moreno pojistil proti Correově návratu k moci, vypsal referendum o změnách ústavy, v němž občané odhlasovali, že jedna osoba může vykonávat prezidentský úřad v maximálně dvou volebních obdobích.
Moreno se rozhodl, že podruhé již kandidovat nebude, takže v úřadu skončil 24. května 2021.

## Vyznamenání
- velkokříž Řádu peruánského slunce – Peru, 2014[3]
- velkokříž Řádu Antonia José de Irisarri – Guatemala, 2011[4]